# Cavasteron guttulatum
Cavasteron guttulatum là một loài nhện trong họ Zodariidae.
Loài này thuộc chi Cavasteron. Cavasteron guttulatum được Barbara C. Baehr & Rudy Jocqué miêu tả năm 2000.